# Nazo no Kanojo X
Nazo no Kanojo X (jap. 謎の彼女X) ist ein romantischer Seinen-Manga von Riichi Ueshiba aus den Jahren 2006 bis 2014, der auch als Anime-Fernsehserie umgesetzt wurde.
Der Titel bedeutet auf Deutsch „rätselhafte Freundin X“, wobei das X auch für eine Schere als markantestes Merkmal der titelgebenden weiblichen Hauptfigur steht.

## Handlung
Akira Tsubaki (椿 明, Tsubaki Akira) besucht die 11. Klasse, in die eine neue Schülerin namens Mikoto Urabe (卜部 美琴, Urabe Mikoto) versetzt wird. Diese ist ziemlich ungesellig und hat die Angewohnheit, in den Pausen zu schlafen. Zugleich fängt sie einmal im Unterricht unvermittelt und lauthals zu lachen an. Dadurch wird sie in der Klasse sehr schnell als abnormal abgestempelt und gemieden. Eines Nachmittags weckt Tsubaki Urabe nach der Schule auf, wobei er zum ersten Mal ihr ganzes Gesicht sieht, das normalerweise zum großen Teil von ihren Haaren bedeckt ist. Ihm fällt auf, dass sie im Schlaf gesabbert und eine kleine Pfütze aus Speichel auf dem Tisch hinterlassen hat. Aus einem Impuls heraus kostet er kurz davon, wobei ihm, obwohl von dieser Tat schockiert, der süße Geschmack auffällt. Am nächsten Tag bekommt er Fieber und kann die Schule nicht mehr besuchen. Nachdem er fünf Tage lang abwesend war, besucht ihn Urabe. Diese führt ihren mit ihrem Speichel angefeuchteten Finger in Tsubakis Mund, dem es daraufhin schlagartig besser geht. Urabe erklärt ihm, dass er nicht erkrankt war, sondern an Entzugssymptomen litt. Entgegen Tsubakis Vermutung, dies hätte seine Ursache in der Zusammensetzung von Urabes Speichel, erklärt diese ihm, dass er liebeskrank war. Von da an wird es zu ihrer täglichen Angewohnheit, dass Tsubaki von Urabes angefeuchtetem Finger kostet. Tsubaki bittet sie wenig später, seine Freundin zu werden, worauf sie eine ungewöhnliche Liebeserklärung verlangt. Dazu zeigt er ihr ein Foto einer Schülerin, in die er in der Mittelschule verliebt war, und zerreißt es vor ihren Augen, da von nun an sie seine Liebe sei. Im Anschluss erklärt sie ihm, dass sie an jenem Tag im Unterricht lachte, weil sie eine Stimme in ihrem Kopf hörte, die ihr sagte, dass ihr „erstes Mal“ mit Tsubaki sein wird, und sie seitdem auf diesen Moment warte. Bei der Begegnung bleibt ihm auch nicht ein kurzer Blick auf ihre Unterwäsche verwehrt, wobei ihm eine an ihrem Schlüpfer befestigte Schere auffällt, die sie beständig am Körper trägt. Wie sich später herausstellt, kann sie mit dieser in einem Tempo, dem Augen kaum folgen können, binnen Sekunden komplizierteste Formen schneiden. Beide gehen daraufhin miteinander aus, und die eigentliche Handlung zeigt die kontinuierliche Entwicklung der Beziehung und der Überwindung daraus resultierender Schwierigkeiten, indem sie mit Hilfe des Austauschs von Speichel auch ihre Gefühle oder gar Träume real übermitteln können.

## Entwicklung und Veröffentlichung
Nachdem Riichi Ueshiba den Manga Yume Tsukai beendet hatte, begann er mit der Entwicklung eines Nachfolgewerks, das diesem zunächst noch sehr ähnelte. So hatte er in den ursprünglichen Entwürfen noch ein okkultes Thema und handelte von einem Mädchen aus einer alten Familie mit besonderem Blut und einem Jungen, der sich in sie verliebt. Nachdem die Verlagsredaktion einwandte, dass dieser Überbau nicht notwendig sei, da Mädchen an sich für Jungen mysteriös erscheinen, entwickelte Ueshiba die Handlung von Nazo no Kanojo X. Ein grundlegendes Thema war für ihn dabei das Erwachsenwerden, als auch die Darstellung einer nichtsexuellen Beziehung unter Teenagern, was sich auch darin zeigt das Tsubaki und Urabe sich nicht küssen bzw. gar darüber hinausgehen und der „Speichelaustausch“ als Ersatz dient. Neben der ungewöhnlichen Handlung hob Jason Thompson, der Autor von Manga: The Complete Guide, zudem die teilweise surrealen Zeichnungen des Manga hervor.
Das Werk erschien zunächst als One Shot in Ausgabe 10/2004 (August 2004) von Kōdanshas Manga-Magazin Afternoon. Diesen entwickelte er dann zu einer Serie, die in Ausgabe 5/2006 (25. März 2006) desselben Magazins anlief und in Ausgabe 11/2014 (25. September 2014) abgeschlossen wurde.
Diese Serie und der One Shot – dann als Kapitel 0 bezeichnet – wurden zu 12 Sammelbänden (Tankōbon) zusammengefasst:
1. Band: 23. August 2006, ISBN 978-4-06-314424-6
2. Band: 22. Juni 2007, ISBN 978-4-06-314457-4
3. Band: 22. Februar 2008, ISBN 978-4-06-314490-1
4. Band: 21. November 2008, ISBN 978-4-06-314539-7
5. Band: 21. August 2009, ISBN 978-4-06-314583-0
6. Band: 23. Juni 2010, ISBN 978-4-06-310673-2
7. Band: 23. Februar 2011, ISBN 978-4-06-310729-6
8. Band: 23. Februar 2012, ISBN 978-4-06-387806-6 (reguläre Ausgabe), ISBN 978-4-06-358385-4 (limitierte Ausgabe)
9. Band: 23. August 2012, ISBN 978-4-06-387835-6 (reguläre Ausgabe), ISBN 978-4-06-358391-5 (limitierte Ausgabe)
10. Band: 23. Mai 2013, ISBN 978-4-06-387885-1
11. Band: 21. Februar 2014, ISBN 978-4-06-387957-5
12. Band: 21. November 2014, ISBN 978-4-06-388010-6

Die einzelnen Bände werden regelmäßig neu aufgelegt: so erschien am 24. Februar 2012 bereits die 13. Auflage des ersten Bandes.
Band 8 erschien zusätzlich in einer limitierten Ausgabe, die als Bonus eine Hörspiel-CD enthielt, die zudem als Werbung für den anschließend veröffentlichten Anime diente, da identische Sprecher verwendet wurden. Die limitierte Fassung von Band 9 wiederum kam als Bonus mit einer OAD, d. h. einer neuen Anime-Folge, einher.
Der Manga erscheint auch in der Republik China (Taiwan) auf Chinesisch bei Tongli unter dem Titel Miyang Nüyou X (chinesisch 謎樣女友X, Pinyin míyàng nǚyǒu X). Eine englische Fassung erschien online 2015 von Crunchyroll unter dem Titel Mysterious Girlfriend X und wird von Vertical Comics seit dem 15. März 2016 in Buchform verlegt.

## Anime
In Ausgabe 2/2012 der Afternoon vom 24. Dezember 2011 wurde die Adaption des Manga als Anime bekanntgegeben. Diese stammt von Hoods Entertainment unter der Regie von Ayumu Watanabe, der auch gleichzeitig an Uchū Kyōdai arbeitet. Das Character Design stammt von Ken’ichi Konishi basierend auf Ueshibas Vorlage.
Die erste Folge wurde vom 8. April bis 1. Juli 2012 nach Mitternacht (und damit am vorigen Fernsehtag) auf Tokyo MX ausgestrahlt. Währenddessen folgten binnen einer Woche TV Kanagawa, Sun TV, Chiba TV, TV Saitama, KBS Kyōto, TV Aichi, AT-X, TV Hokkaidō, per Satellit auf BS11 und per Stream auf Nico Nico Channel. Die 13 Folgen umfassen ausgewählte Kapitel aus den ersten fünf Bänden.
Eine englisch untertitelte Fassung lief als Simulcast ab 8. April auf Crunchyroll unter dem Titel Mysterious Girlfriend X für die Länder USA, Kanada, Vereinigtes Königreich, Irland, Südafrika, Australien, Neuseeland, Dänemark, Finnland, Niederlande, Norwegen und Schweden. Die Lizenzen für die nordamerikanische Videoauswertung erwarb Sentai Filmworks, die den Anime zudem 31 Tage nach Crunchyroll auf The Anime Network und Hulu streamen.
Der am 23. August 2012 erschienenen limitierten Fassung von Band 9 war eine DVD mit einer OVA-Folge beigelegt.

### Synchronisation
| Charakter     | japanischer Sprecher (Seiyū) | deutsche Synchronstimme |
| ------------- | ---------------------------- | ----------------------- |
| Akira Tsubaki | Miyu Irino                   | Flemming Stein          |
| Mikoto Urabe  | Ayako Yoshitani              | Leonie Landa            |
| Kōhei Ueno    | Yūki Kaji                    | Marco Schäffler         |
| Ayuko Oka     | Ryō Hirohashi                | Jessica Rühle           |
| Yōko Tsubaki  | Misato Fukuen                | Linda Fölster           |
| Aika Hayakawa | Yū Shimamura                 | Caroline Werner         |

Für Ayako Yoshitani war diese Rolle ihre erste als Synchronsprecherin, nachdem sie seit etwa 15 Jahren als Fernseh- und Filmschauspielerin arbeitete.

## Light Novel
Am 1. Juni 2012 erschien eine Adaption als Light Novel namens Nazo no Kanojo X: Nazo no Shōsetsuban (謎の彼女X　謎の小説版; ISBN 978-4-06-375234-2). Dieser Roman wurde von Chihaya Satō geschrieben, enthält Illustrationen von Riichi Ueshiba und erschien beim Verlag Kōdansha.